# إثيل بنجامين
إثيل بنجامين (بالإنجليزية: Ethel Benjamin)‏ هي محامية نيوزيلندية، ولدت في 19 يناير 1875 في دنيدن في نيوزيلندا، وتوفيت في 14 أكتوبر 1943.